# 폴란드 인민군
폴란드 인민군(폴란드어: Ludowe Wojsko Polskie, LWP)은 폴란드 동부군의 후신이며, 폴란드 인민공화국의 군대였다.

## 지휘 체계
폴란드 인민군의 작전 통수권은 폴란드 통일노동자당 중앙위원회에게 있었다.

## 편제
폴란드 인민군은 다음과 같이 구성되었다.
- 폴란드 인민공화국 육군
- 폴란드 인민공화국 해군
- 폴란드 인민공화국 공군
- 폴란드 인민공화국 방공군

준군사조직으로는 다음과 같이 구성되었다.
- 폴란드 내무방위군(Wojska Obrony Wewnqtrznej: WOW):14,000-65,000명
- 폴란드 국경수비대(Wojska Ochrony Pogranicza,WOP):18,000-30,000명
- 폴란드 시민군(Milicja Obywatelska: MO):60,000-100,000명
- 폴란드 시민군 차량화예비대(Zmotoryzowane Odwody Milicji Obywatelskiej: ZOMO):정예 시위진압 경찰;25,000-30,000명
- 폴란드 의용시민군 예비대(Ochotnicza Reserwa Milicji Obywatelskiej: ORMO):1947년 100,000명에서 300,000명으로 증가

## 역사

### 2차 세계대전
폴란드 동부군은 소련에 있던 폴란드군 포로들을 기반으로 창설되었고, 제1 타데우시 코시치우슈코 보병사단은 소련에서 창설된 첫 자유 폴란드군이 되었다. 그러나 카틴 학살로 폴란드인 장교가 거의 제거되었기에 1945년 초 폴란드 동부군의 장교 4천명 중 거의 절반인 18,996명(장성 36명 포함)이 소련인이었다. 앞서 창설된 안데르스 군은 소련의 지원 부족으로 이란으로 옮겨졌지만, 지그문트 베를링의 폴란드 제1군과 칼 슈비에르체프스키의 폴란드 제2군 (1944-1945)으로 확장되었다. 폴란드 동부군은 바그라티온 작전과 베를린 공방전의 콜베르크 전투 (1945년)를 비롯한 여러 격전에 참가하였다. 1944년 6월 당시, 폴란드 동부군은 195,000명을 거느린 영국 휘하의 폴란드 서부군에 비해 고작 78,000명에 불과했다. 1945년 봄, 폴란드 본토가 해방되면서 동부군은 400,000명으로 급격히 증가했다.
1944년 6월 폴란드에 친소 공산주의 정치조직인 루블린 위원회가 수립되었고, 소련은 소규모 공산주의 무장조직인 이들의 인민군(Armia Ludowa)를 폴란드 동부군과 통합시키려고 시도하였다. 이 무렵 폴란드 동부군은 기존의 병력뿐만 아니라 독일 수용소에서 해방된 다수의 폴란드인 포로들과 소수의 폴란드 국내군을 포함하고 있었다.

### 폴란드 인민군의 창설
2차 세계 대전이 끝난 뒤, 폴란드 동부군은 폴란드 인민군으로 재편되고, 6개 군구(이후 7개로 증가)의 폴란드 육군과 국경 수비대, 내무보안군, 해군이 편성되었다. 1947 말에는 점차 소련식 군 체계가 자리잡아갔고, 1949년에는 전후 처음으로 대규모 동원해제가 선포되었다. 베를링의 제1군은 신생 폴란드군의 장교단 중 63퍼센트를 차지했고, 29퍼센트는 폴란드 제2공화국군 출신이었으며, 8퍼센트는 소련 고문단이었고, 오직 0.5퍼센트만이 비공산계 레지스탕스 출신이었다.
1940년대 말부터 1950년대 초까지 소련에서 더 많은 무기와 장비가 들어옴에 따라 폴란드 인민군은 기존의 보병 위주 편제에서 기갑-기계화군으로의 전환을 시작했다. 1952-53년동안 폴란드 인민군은 기갑,기계화 부대와 소련식 전선돌파 포병부대, (후일 방공군으로 진화하는) 반항공군을 편성하였다. 한국 전쟁에서의 미군 상륙작전의 영향으로, 인민군은 발트 해안을 상륙으로부터 보호하기 위해 해안방어 부대를 신설했다. 1945년부터 1956년까지 폴란드 인민군의 요직은 소련 출신 고문단이 장악하고 있었기에 군은 소련에 강하게 종속되어 있었다. 일례로 콘스탄틴 로코솝스키 원수는 폴란드 국방장관(1949-1956)을 수행했고, 모든 군구장, 참모총장, 육군 사령관, 각 병과장이 소련인이었다. 이러한 상황은 1956년까지 지속되었다.
1955년 바르샤바 조약 기구가 창설되었고 폴란드는 이에 가입했고, 소련 고문단이 군을 지배하는 상황은 크게 바뀌지 않았다. 그러나 1956년 반소련 봉기가 동유럽 전체를 뒤흔들고 폴란드인의 불만이 고조되자, 소련 고문단은 귀국해야만 했다. 포즈난 폭동이 일어나자 폴란드군은 노동자 시위에 대한 발포 명령을 거부했고, 내무군을 투입하여 사태를 겨우 진정시킬 수 있었다. 폴란드군의 사병들 대다수는 소련에 맞설 준비가 되어 있었다. 이러한 상황은 고무우카 정권은 군 뿐만 아니라 국가 전반적으로 소련의 영향력을 감소시킬 수 있는 기회를 잡았다. 비록 폴란드 장성들이 소련에서 훈련받으며, 폴란드군이 소련의 동유럽 방위계획에 포함되고, 군이 소련제 무기를 사용해야 했지만 이전보다 폴란드군은 더욱 큰 내부적 자유를 누릴 수 있었다.

### 체코슬로바키아 개입
1968년 체코슬로바키아 민주화 운동이 일어나자, 소련은 바르샤바 조약국들과 함께 체코슬로바키아에 개입하였다. 폴란드군도 '사회주의 체코슬로바키아'를 보호한다는 명분으로 체코슬로바키아에 개입하였다. 이는 전후 폴란드군의 첫 실전투입이었다. 실레지아 군구 사령관 플로리안 시비츠키 중장 휘하의 28000여명의 병력이 프라하에 투입되었다. 프라하의 봄이 진압된 뒤, 바르샤바의 참모부에서 보이치에흐 야루젤스키 장군의 주재로 체코슬로바키아 침공에서 폴란드군의 성과와 실적에 대한 심포지엄이 열렸다. 여기에는 폴란드군 고위인사 뿐만 아니라 작전을 입안한 소련군 장교까지 참석했는데, 폴란드군은 예상을 뛰어넘는 성과로 큰 찬사와 칭찬을 받았다. 폴란드군은 프라하에서의 분투로 기존에 가지고 있던 게으르고 나태한 폴란드군의 이미지를 뒤집어 냈다. 소련군이 했던 것만큼 숙달되게 체코슬로바키아 주둔군을 포위하지는 못했을지라도, 폴란드군은 체코슬로바키아와 폴란드 양쪽의 그 어떤 인적/물적 손실 없이 체코슬로바키아군 지도부에게 그 나라에 사회주의 질서를 회복하는 것이 현명할 것이라는 생각을 품게하는데 성공했다.
그러나 군사적으로 폴란드군은 놀라운 성과를 거두었지만, 체코슬로바키아 개입은 폴란드군 뿐만 아니라 폴란드 인민공화국에서 '잊힐 수 없는 실수'로 인식되었다.

### 국내 투입
폴란드 인민군은 1970년 12월 발트 연안에서 발생한 폭동을 진압하였다. 인민군은 폭동 진압에서 100회가 넘는 군사행동을 하였고, 61,000명 이상의 병력과 1700대의 전차, 1750대의 수송기, '상당한 숫자'의 헬리콥터와 10대 가량의 해군 항공기가 투입되었다. 강경 진압으로 시위자 44명이 사망하고 1165명의 부상자가 발생했다. 브와디스와프 고무우카는 발포 명령을 내렸고, 야루젤스키도 이를 별다른 이의 없이 예하부대에 하달했다. 오직 최일선의 지휘관들만이 발포를 제한하려고 시도했다. 이들은 발포에 앞서 경고성 공포탄 사격과 경고방송을 충분히 시행하고, '과격분자'들에게만 발포하며 (다리와 같은)생명에 지장이 없는 부위를 조준할 것을 지시했다. 1970년 폭동 진압은 폴란드의 지도층에게 국내의 소요사태 진압에 군을 더 쉽고 용이하게 사용할 수 있게끔 만들었고, 폴란드의 장교단에 잊을 수 없는 기억을 남겼다. 분명 폴란드의 지도부는 정예 치안병력을 사용할 수 있었음에도 징집된 정규군을 투입하였고 이것은 어떠한 경우에도 해명될 수 없었다. 이는 폴란드 인민군 장교단의 격렬한 분개를 불러일으켰고, 많은 장교들이 직책을 버리고 항의했다. 군의 집단 항명은 폴란드의 지도층에 영향을 주어, 폴란드군은 1976년 바르샤바와 로츠에서 일어난 식량 폭동의 진압에 투입되지 않았다. 이 시기에 국방부장관을 지낸 야루젤스키 장군은 "폴란드 군인은 폴란드 노동자에게 발포하지 않을 것이다."고 말했다고 한다.

### 1980년대 폴란드군의 상황
폴란드의 경제는 내부적인 모순과 오일 쇼크로 1980년대에 들어서면서 큰 타격을 받았고 폴란드군의 장비 유지보수/도입뿐만 아니라 군 전체에 큰 타격을 주었다. 심혈을 기울였음에도 신형 T-72의 입고는 매우 더디게 진행되었고, 신형 자주포와 장갑차,공군,방공군,해군의 무기 도입은 이보다 더 암울했다. 군 지도부는 리더십을 상실했고, 훈련은 빈약해졌고, 군 현대화와 유지보수는 굉장히 더뎌졌다. 폴란드군의 사기와 응집력은 말할 것도 없었다. 그러나 이러한 상황에도 불구하고 폴란드군은 여전히 바르샤바 조약군의 중핵을 맡아야 했고, 군이 내려앉았음에도 불구하고 유사시 그들은 매우 빠르게 동원을 마치고 서유럽으로 공세를 펼쳐야 했다. 만약 공세가 실패하고 성공적으로 나토가 반격한다면 사기가 극도로 저하된 폴란드군은 심각한 문제에 직면하게 될 것이었다. 이 모든 상황은 서방과의 전쟁시 폴란드 인민군이 전투를 문제없이 지원할 경제적 기반과 전투지원능력을 앗아갔다. 1988년 폴란드군은 25-30일 이상의 작전 수행이 불가능하다고 평가받았다.

### 경제 위기와 민주화
폴란드의 경제 상황이 악화일로를 걷자,이에 따라 폴란드인들의 공산당 당국에 대한 불만이 극심해졌고, 1980년 8월에 발생한 총파업은 경제 위기와 완전히 변화한 정치적 상황에 원인을 두고 있었다. 총파업이 정점에 달할 즈음, 폴란드 인민공화국의 지도부에서 계엄령에 관한 지지가 급속도로 확산되었다. 1980년 10월, 국방부장관 보이치에흐 야루젤스키는 계엄령 계획을 준비하라고 명령하였다. 총참모장 플로리안 시비츠키가 계엄령을 발동했고, 모든 것을 전담하였다. 참모부의 계획 수립에는 군 원로 장교, 폴란드 연합노동자당 중앙 위원회, 민간 부처 수장 등이 참가했다. 계엄령은 폴란드군의 '도시 내 질서 유지'와 250,000명의 예비군 동원, 민방위 100만명 소집, 경제의 군사화를 포함하는 부분 동원령 선포와 함께 진행될 것이었다. 참모총장은 1970년의 쓰라린 경험을 상기하며, 폴란드군이 파업하는 노동자와 직접적으로 맞서는 일을 피하려고 했다. 그러기 위하여 시위 진압은 무장한 내무분 병력에게 맡기고, 폴란드 인민군은 정부의 핵심 시설을 지키고 무기와 장비만 내무군에게 전달하였다. 폴란드의 국내적 혼란이 지속됨에 따라, 소련과 선택된 바르샤바 조약군은 유사시를 대비해 침공을 준비했다. 폴란드의 지도자들에게 경고성으로 공개된 계획상으로는, 소련 발트 함대와 동독 해군이 발트 해안을 봉쇄하고 소련군, 체코슬로바키아 인민군, 동독 국가인민군의 18개 사단이 폴란드 영내로 진입하기로 되어 있었다. 공개 이후, 야루젤스키 장군은 폴란드 인민군이 '부차적 임무'라도 맡아야 한다고 항의했다. 그에 따라 폴란드군 4개 사단도 작계에 편입되었다. 수정된 계획에는 제5, 제11 기갑사단은 체코슬로바키아군과, 제4, 제12 기계화사단은 동독군과 협조하기로 되어 있었다. 그러나 소련은 미국의 강한 압박으로 1980년 12월 바르샤바 조약의 폴란드 침공계획을 미룰 수밖에 없었다. 결국 계엄령 안에 더 큰 가속도가 붙게 되었다. 1981년 2월, 폴란드군은 부대간 조율을 위해 워게임을 실시하였다. 소련군 지휘부는 비록 폴란드 참모본부에 직접적으로 개입하진 않았을지라도 내무군의 계엄계획 수립을 통해 계획에 영향을 미쳤던 것으로 보인다. 계엄계획이 순조롭게 진행되었음에도, 1981년 초입에 '소유즈-81'훈련으로 위장된 소련/조약군의 폴란드 침공 위협이 다시 들이닥쳤다. 그러나 정치국은 미국의 외교적인 압박과 군사행동시 폴란드의 반응에 대한 올바른 우려로 다시 한 번 물러섰다. 소련은 바르샤바 조약군이 폴란드를 침공할 시 폴란드 인민군과 폴란드인들이 어떻게 반응할지 명확하고 의심할 여지 없는 우려를 갖고 있었다. 폴란드인의 대다수는 반소적이고 연대자유노조를 지지했으며, 많은 폴란드군 징집병들과 장교단 '절대 다수'는 연대자유노조의 사상을 공유했다. 1981년 12월 최종적으로 계엄령이 선포되었다. 계엄계획은 굉장히 순조롭게 진행되었고, 며칠 후 공산당 당국은 상황을 다시 통제할 수 있을 것처럼 보였고, 폴란드군은 자연스럽게 사라진 당 관료들의 빈자리를 채웠다. 이 시기의 인민군은 연합노동자당을 대신하여 명실상부한 폴란드의 집권 세력으로 떠올랐다. 그 이후 폴란드 군부정권은 연합노동자당이 붕괴되고 경제 상황이 절망적으로 치닫는 동안 국가의 '정상화'를 추구하며 계속 영향을 행사했다.
그러나 소련에서 미하일 고르바초프가 집권하고 개혁 개방을 추구하며, 신사고 외교로 동유럽 위성국들에 대한 통제를 해제하자, 군부도 더는 버틸 수 없었다. 동유럽에서 다른 공산주의 정권들이 잇따라 붕괴되었고, 야루젤스키가 사임하고 폴란드 제3공화국이 수립되었다. 그리고 폴란드 인민군은 현 폴란드군이 되었다. 재정문제를 해결하기 위해 큰 폭의 군축이 뒤따랐다.

## 대 나토 전쟁에서 폴란드군의 임무
유사시 소련의 목표는 대서양을 건너 미군 증원이 도착하기 이전에 빠르고 결정적인 공세를 취하여 나토를 와해시키고, 서유럽에서 많은 점령지를 확보해 나토가 핵 사용을 재고려하게끔 하는 것이었다. 폴란드 인민군은 바르샤바 조약기구에서 소련 다음가는 규모를 자랑했다. 1979/80년 바르샤바 조약군의 계획으로는 전시 폴란드 인민군의 통수권은 폴란드 국가방위위원회에서 연합 최고사령부로 이관될 예정이었다.

## 같이 보기
- 북부 군집단
- 바르샤바 조약 기구
- 폴란드 인민공화국

## 참고 자료
- Simon, Jeffrey;(1988)《NATO-Warsaw Pace force mobilization》 NATIONAL DEFENSE UNIV WASHINGTON DC.
- US GOVERNMENT;(1974)《WORLD MILITARY EXPENDITURES AND ARMS TRANSFERS 1965-1974》